# アンディ・アロー
アンディ・アロー（Andy Allo、1989年1月13日 - ）は、アメリカ合衆国のシンガーソングライター、ギタリスト、俳優。カメルーンのバメンダ出身。
アンディはコメディドラマシリーズの『The Game』やトークショーの『Attack of the Show!』への出演や、トークショーの『ジミー・キンメル・ライブ!』での音楽のパフォーマンスで知られている。2017年までに5つのアルバム（EP含む）を発表しており、『Hello』はプレッジミュージックから資金の提供を受けている。

## 経歴

### 生い立ちと学歴
カメルーン北西州のバメンダで、5人兄妹の末っ子として生まれた。父は生態学者である。早くから音楽への関心を持っており、母はアンディが7歳のときにギターの演奏を教えた。カメルーンのPNEU school Bamendaにも通った。アンディは米国とカメルーンの二重国籍であり、12歳のときに姉のSuzanneと共に米国のサクラメントへ移住し、他の3人の兄姉と合流した。
米国でのアンディの学校生活はサクラメントのArden Middle Schoolの7年生から始まり、2006年にEl Camino High Schoolを卒業した。その後サクラメント郡の北部にあるAmerican River Community Collegeに通った。その頃、アンディは自身のバンド「Allo and the Traffic Jam」を組み、チップを稼ぐためにサクラメントの22番通りとJストリートとの角で演奏をした。

### キャリア

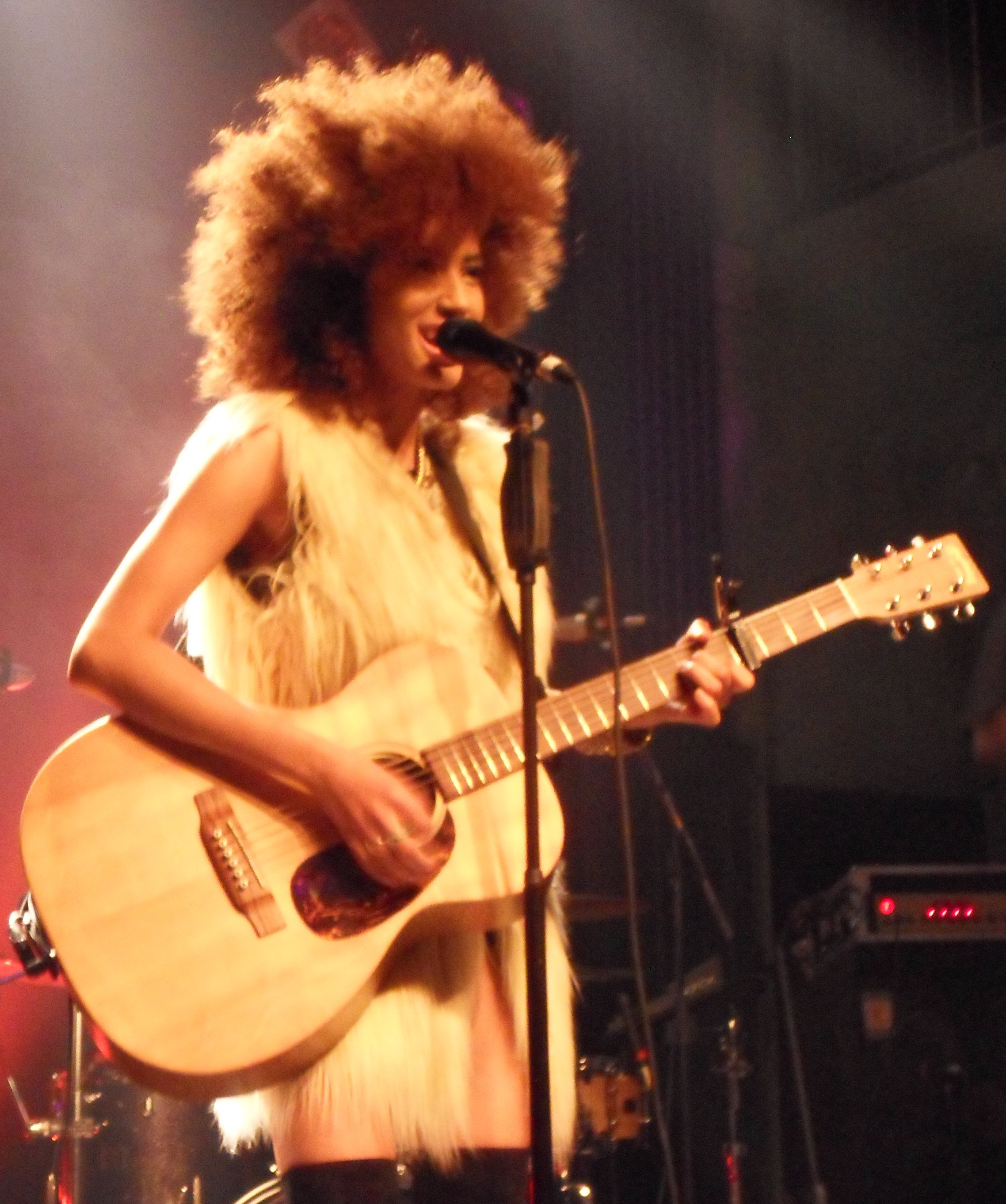
ハンブルクのGruenspanで演奏するアンディ・アロー（2013年）

アンディは、2008年にサクラメントの都心部のFox & Goose Public Houseで行われた夜のオープンマイクにおいて、初めてのソロでの公演（ギグ）をした。2009年、自作の12曲を収めた自主制作の初めてのアルバム『UnFresh』をリリースした。1曲目の「Dreamland」ではラッパーのBluが主演している。
ミュージシャンとしてのアンディの名声により、2011年にプリンスのバンド「The New Power Generation」での歌手およびギタリストとなった。ツアーの間、アンディはプリンスと作詞作曲を始め、アンディのアルバムに収録されている「Superconductor」、「The Calm」、「Long Gone」の3曲を合作した。
2枚目のアルバム『Superconductor』は2012年11月20日にリリースされ、フランス、英国、米国のAmazon.comのソウルとR&Bのチャートで1位となった。同アルバムにはメイシオ・パーカーとトロンボーン・ショーティも参加している。
2014年10月にシングルの「Tongue Tied」をリリース。プレッジミュージックから資金を提供されたEP『Hello』を2015年4月にリリースした。同年、カヴァーのプロジェクトでプリンスとコラボした。
2017年、ルビー・ローズと共に映画『ピッチ・パーフェクト3』にSerenityという役名で出演し、Evermoistというバンドのメンバーを演じた。
2020年から、Amazonビデオのドラマシリーズ『アップロード 〜デジタルなあの世へようこそ〜』にメインキャラクターで出演した。

## ディスコグラフィ

### アルバム
- UnFresh (2009年)[6][7]
- Superconductor (2012年、NPG)[6][7]
- Oui Can Luv (2015年、NPG)

### EP
- Hello (2015年、Allo Evolution)[6][7]
- One Step Closer (2017年、Allo Evolution)[6][7]
- This Christmas (2017年)[6][7]